# Gum 29
RCW 49 (Gum 29) — область H II, туманность в 13700 световых годах от Солнца. Это область активного звёздообразования, звёздные ясли из межзвёздной пыли, которые содержат более 2200 звёзд и имеют радиус около 350 световых лет.
Туманность RCW49, которая показана в инфракрасном свете на этом изображении космического телескопа Spitzer — детская комната для новорождённых звёзд. Используя космический телескоп НАСА «Спитцер», астрономы нашли в RCW49 более 300 новорождённых или протозвёзд, все с околозвёздными дисками из пыли и газа. Открытие показывает, что галактики образуют новые звёзды гораздо более высокими темпами, чем представлялось ранее. Околозвёздные диски из пыли и газа — это не только материал для роста новых звёзд, но и могут стать сырьём для новых планетарных систем.